# باتريسيا كاردوسو
باتريسيا كاردوسو (بالإنجليزية: Patricia Cardoso؛ بالإسبانية: Patricia Cardoso) هي عالمة آثار ومخرجة أمريكية وكولومبية، ولدت في القرن العشرين في بوغوتا في كولومبيا.

## وصلات خارجية
- باتريسيا كاردوسو على موقع IMDb (الإنجليزية)
- باتريسيا كاردوسو على موقع ألو سيني (الفرنسية)
- باتريسيا كاردوسو على موقع تيرنر كلاسيك موفيز (الإنجليزية)
- باتريسيا كاردوسو على موقع أول موفي (الإنجليزية)
- باتريسيا كاردوسو على موقع قاعدة بيانات الأفلام السويدية (السويدية)
- باتريسيا كاردوسو على موقع قاعدة بيانات الفيلم (الإنجليزية)
- باتريسيا كاردوسو على موقع كينوبويسك (الروسية)